# Chiesa di San Giorgio Martire (Reggio Calabria)

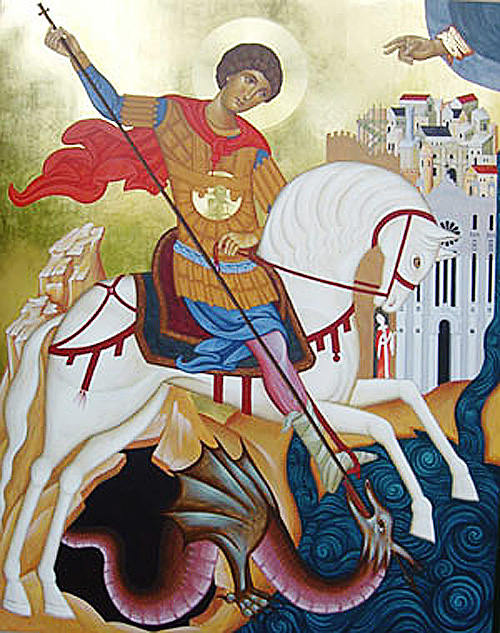
Icona di San Giorgio Martire

La chiesa di San Giorgio Martire, conosciuta anche con il nome di San Giorgio extra moenia, è un edificio di culto della città di Reggio sita nel quartiere di San Giorgio.

## Storia
La chiesa in origine era posta in prossimità della costa e fu distrutta, insieme al monastero di San Nicola, nel 1086, dagli arabi. Fu poi ricostruita nel luogo attuale il 23 maggio 1631. Distrutta dal terremoto del 1783, fu riedificata con il contributo dei fedeli e dei Borboni. Crollò durante il terremoto del 1908 e fu ricostruita quasi nello stesso luogo per dal canonico Rocco Vilardi che concesse il suolo per la retrocessione della chiesa rispetto alla precedente e per la creazione di una piazzetta antistante.

## Architettura esterna
L'esterno, in stile romanico lombardo, ha una facciata con lesene laterali e con capitelli ornati che sostengono un timpano triangolare. Al centro il portone è delimitato da lesene e colonnine con capitelli ornati, sormontati da una lunetta con dentro un bassorilievo raffigurante San Giorgio a cavallo che uccide il drago. In alto vi è una finestra con una vetrata artistica che riprende la stessa scena riprodotta dal bassorilievo sopra il portale. Sulla sinistra sorge il campanile di sezione quadrata alto ben 14 metri a differenza dell'edificio alto 10 metri.

## Architettura interna
La pianta della chiesa, a croce latina, è ad una sola navata. È coronata da un'abside semicircolare e sulla destra la sacrestia a filo con la crociera e con il vertice dell'abside. Sull'altare maggiore, si trova una icona di San Giorgio che uccide il drago, dotata di un'imponente cornice di legno finemente scolpita.